# ジョン・テイラー (ベーシスト)
ナイジェル・ジョン・テイラー（英語: Nigel John Taylor、1960年6月20日 - ）は、ベーシスト、またニュー・ウェイヴ・バンドであるデュラン・デュランの共同創設者として最もよく知られているイギリスのミュージシャン、また俳優である。
デュラン・デュランは1980年代に初期のMTVで繰り返し放送されていた革新的なミュージック・ビデオが世界中で有名となったグループの一つである。テイラーはデュラン・デュランが結成された1978年から1997年にグループを去るまで、ソロ・レコーディングや映画の仕事に専念した。彼は自社「Trust The Process」を通じて4年間にわたって12曲のソロリリース（アルバム、EP、ビデオ）を録音し、映画『Sugar Town』では主役を務め、また6作の他の映画プロジェクトにも出演した。彼は2001年、5人の初期メンバーの再会のために再びデュラン・デュランに加入し、それ以来グループでの活動を続けている。
テイラーはまたスーパーグループのうちの2つ、パワー・ステーションとニューロティック・アウトサイダーズのメンバーでもあった。

## 経歴
ジョン・テイラーはイングランド、バーミンガム郊外のハリウッドで育った。子供のころ、彼はアワー・レディ・オブ・ザ・ウェイサイド・カトリックスクールとレディッチのアビー高校に在学しており、重度の近視のため眼鏡を着用していた。彼はジェームズ・ボンドの映画を好み、趣味は手塗りの兵士での戦争ゲームであった。10代の初めに、彼は音楽を発見し、ロキシー・ミュージックをお気に入りのバンドとして挙げ、やがてレコードを集め、独学でピアノを学んだ。彼の初のバンドはショックトリートメントと呼ばれた。

### 1978年-1997年:デュラン・デュランとパワー・ステーション
1978年、テイラーと学校の友人ニック・ローズはバーミンガム工芸学校（現バーミンガムシティ大学）に在学している間、スティーブン・ダフィーとともにデュラン・デュランを結成した。間もなくしてテイラーは眼鏡を外してコンタクトレンズを装着し、みにくいアヒルの子のような変身を遂げ、ニューロマンティックスタイルとして知られるようになったフリルとサッシュのファッションを取り入れ、アイライナーと口紅をつけることを覚えた。「ナイジェル」という名前の使用をやめ、プロとしての経歴の間ジョン・テイラーの名で知られている。
デュラン・デュランが結成されたときはテイラーはギターを演奏していたが、シックのファンキーなリズムに出会ったのちに、ベースギターへと切り替え、そしてデュラン・デュランの新入ドラマーのロジャー・テイラーとのリズムセクションで楽しんで演奏することを学んだ。彼はシックのバーナード・エドワーズとザ・クラッシュのポール・シムノンを自分に最も影響を与えた人物として挙げているが、それに加えてポール・マッカートニーやジェームス・ジェマーソン、ロキシー・ミュージックの演奏者であるグレアム・シンプソンとジョン・ポーターも参考にしていた。デュラン・デュランは1981年に初のアルバムをリリースし、1980年代はじめには世界的な成功を収めた。
デュラン・デュランの初期の音楽は「グッドタイムズ」 のようなファンクやディスコの音楽をモデルとしたテイラーのメロディックなベースラインを顕著に出す傾向がある。俗説に反して、テイラーはバンド・エイドのチャリティーシングルである「Do They Know It's Christmas?」でベースを演奏せず、そのベースラインはオスカーシンセサイザーで演奏された。
1980年代初めデュラン・デュランが有名になるにつれて、テイラー個人も有名になっていった。彼の写真はティーン向けの雑誌では定番となり、彼は『ピープル』マガジンの最もセクシーな男性の年間リストに掲載されるなど、多くの人気票を勝ち取った。彼はロンドンやパリの家で贅沢なライフスタイルを送り、あまり車を運転する機会が無いにもかかわらず、彼がいつも夢見ていたボンドスタイルのアストンマーティンを含む何台かの車を所有していた。彼はボンドガールのジャニーン・アンドルーズや、1980年代の顔であったレニー・シモンセンなどのファッションモデルたちとデートした。
1985年、ジェームズ・ボンド映画『007 美しき獲物たち』の主題歌でトップチャートに上ることとなるシングルの収録を終えた後、デュラン・デュランは2つのサイド・プロジェクトに分裂した。ジョン・テイラーとアンディ・テイラーは、シックのドラマーだったトニー・トンプソンや、1983年にアストン・ヴィラサッカーグラウンドで開催されたデュラン・デュランのチャリティーコンサートで出会ったことのあった歌手ロバート・パーマーと一緒にバンド、パワー・ステーションを立ち上げた。プロデューサーのバーナード・エドワーズの元で、アルバムをリリースしたパワー・ステーションは「サム・ライク・イット・ホット」や、T・レックスのカバー曲である「ゲット・イット・オン」などといったヒットシングルを生み出した。
その年、テイラーはまた最初のソロ活動を開始し、映画『ナインハーフ』サウンドトラックからのシングルである「アイ・ドゥ・ホワット・アイ・ドゥ (I Do What I Do)」のレコーディングを行った。彼はまた共同開発者ジョナサン・エリアスと共に映画の楽曲のスコアを書いた。
アンディ・テイラーとロジャー・テイラーがデュラン・デュランを脱退したが、3人の残ったメンバーは1986年のアルバム『ノトーリアス』を発表し、新しいギタリストのウォーレン・ククルロと共に1990年代までツアーを行った。副業としてテイラーはアリソン・アンダースの映画『Mi Vida Loca』で使われた何曲かのサウンドトラックを含むかなりの量の未発表のソロ曲のレコーディングを行った。
1991年12月24日、テイラーは19歳のアマンダ・デ・カドネと結婚した。彼女はすでに彼の子供アトランタ（1992年3月31日に誕生）を妊娠していた。彼は英国のタブロイド紙から逃がれ、妻の女優としてのキャリアを守るために、イングランドからロサンジェルスのカリフォルニアに移住した。ちょうどデュラン・デュランが『ザ・ウェディング・アルバム』の名で知られている1993年代のアルバム『デュラン・デュラン』の成功によって人気が上昇した時であり、テイラーの結婚はうまくいかなかった。1994年後半、テイラーは薬物乱用の治療を求めて以来、しらふを保っていた。1995年3月、彼とデ・カドネは離婚した。
デュラン・デュランの成功は1995年に広く批判されたカバー・アルバム『サンキュー』で急速に衰えた。アルバムのツアーに続いて、デュラン・デュランは1995年夏の大半をロンドンで過ごし、アルバム『メダザランド』の製作に取り組んだ。同時に、テイラーはもう一方のニューロティック・アウトサイダーズのプロジェクトに時間をささげ、1995年末から1996年の初めにかけて、レコーディングとツアーを行った。

### 1996年-2001年:ソロとしての音楽キャリア、2012年-現在：作家として
1996年、テイラーはプロデューサーのハイン・ホーヴェンとともにインディペンデントのレコードレーベルのB5レコーズを共同設立した。 B5レコーズはもともとハインの自宅のレイクハリウッドで始まったが、しかし最終的にはサンタモニカの最先端のスタジオに移され「海のB5」とよばれた。このレーベルにはカピルマートゥルによってつくられた最先端のウェブサイトがあり、B5スタジオを仮想的に旅し、訪問者が仮想環境でモバイルアバターを利用してテイラーとハインと「交流」することを可能にした。
B5で、テイラーは初のソロ・アルバムである『フィーリングス・アー・グッド・アンド・アザー・ライズ』の歌とギター、ベースの演奏をし、セックス・ピストルズのスティーヴ・ジョーンズとコラボレーションをした。 自家製のアルバムは通販で販売されており、またウェブサイト経由でも直接CDを販売した。 音楽とボーカルは荒削りで未熟であり、デュラン・デュランよりも全体的にグランジやパンクミュージックに似ているが、歌詞にはテイラーのカオス的な人生とデ・カドネとの離婚が反映されていた。彼は1996年後半にパワー・ステーション再始動のためのアルバム作りに参加したが、個人的な問題によってプロジェクトから撤退し、バーナード・エドワーズとともにベースを録音し、雇用されたベースプレイヤーとツアーを続けた。デュラン・デュランのクリエイティブな違いが広がり、彼はロサンゼルスへ移住し、ソロ活動に専念したいという願望もあってバンドでの自分の役割を再考した。1997年1月、彼はデュラン・デュランのファンイベントの際にバンドを離れることを発表した。
彼は間もなくB5レコードでの自身の作品をレコーディングし、『Autodidact』『Feelings Are Good』EPをリリースし、よりカナダの大きいレーベルのDeRockRecordsによって再リリースされた。B5はそれからテイラーと何人かのロサンゼルスの地元アーティストによるロキシー・ミュージックをリメイクした『Dream Home Heartaches... Remaking/Remodeling Roxy Music』という名のトリビュート・アルバムを発表した。ハインが会社を辞める前に、レーベルはL.A. quartet Three Alarm Fireのアルバム『Sub-Acid Sweet Songs』を制作した。その後、B5レコードと大いに簡略化されたウェブサイトは「Trust The Process」に名前を変え、ほかのことを開発するのではなくテイラーのソロ活動を促進することに専念した。
1997年から1998年の間に、 テイラーは「John Taylor Terroristen」 (ギターにジェリー・ラフィ、キーボードにマイケル・レイトンとティオ・バンクス、ドラムにラリー・エイバーマン、サックスとフルートにジョン・アマト)と呼ばれるバンドをつくり、そして米国の東西海岸でのツアーの前に南カリフォルニアで多数のショーを演じた。TerroristenはライブEPである『5.30.98』と「Trust The Prosess」のウェブサイトを通じて付属のビデオである『Better Off Alive』をリリースした。
9.11（アメリカ同時多発テロ事件）の後、テイラーは「Terroristen」というバンド名を使用しないと発表した。
テイラーはまた演技への志向を持ち始めた。アリソン・アンダースとの長い友情は、彼を1998年の独立系の映画『Sugar Town』の主役に導いた。彼はまた数年後にはいくつかのほかの映画やテレビ番組に脇役で登場した。
1999年にテイラーはかつて作っていた楽曲による2枚のアルバムをリリースした。最初の『Résumé』は1985年に映画『ナインハーフ』のサウンドトラックの制作のためにジョナサン・エリアスとセッションしていた未発表曲で構成されていた。2つめの『Meltdown』は1992年テイラーがデュラン・デュランの『ザ・ウェディング・アルバム』の制作が大幅に遅れている中でテイラーが1992年に発表したトラックのコレクションであった。テイラーは「ヒップホップの影響のアップビートのダンスエレクトロニカ」と述べており、歌詞の一部はデュラン・デュランのライフスタイルと彼の不満を明らかにしたものである。彼はその時期にバンドを脱退間近までいったが1993年の「Ordinaly World」と「Come Undone」の突然の成功に助けられたと述べた。1999年後半、テイラーは日本のレコード会社avex traxと契約を結び、シンプルに『ジョン・テイラー』と題されたアルバムを制作したが、彼の公式なディスコグラフィには『The Japan Album』と記載されている。John Taylor Terroristenは日本、ドイツ、アメリカでより多くのツアーをした。Trust The Processウェブサイトは日本限定盤の付属のEPをリリースし、その後、同年中のテイラーのライブ・パフォーマンスの未修整の録音をフィーチャーした「海賊版アルバム」の『Live Cuts』をリリースした。
彼は2000年にAvaxでレコーディングを続け、2001年のはじめに『テクノ・フォー・ツー』 (マシュー・ハガーによって書かれた国際的にヒットした「6,000 Miles」を含む)をリリースし、それは非常に個人的な曲で満たされた意識的な非テクノアルバムであった。その直後、デュラン・デュランの再結成のために始まった話し合いにより、テイラーは過去5年間の彼の発展を実証する「Retreat Into Art」と呼ばれる回顧的なパッケージをデザインすることを決めた。サイン入りの999箱の限定盤には2枚のCDに加え、ポスター、ポストカードほかが入っていた。サインされた箱が完売した後、2枚組CDのセットは独自に販売された。
テイラーの最後のソロ・リリースはデュラン・デュランが再結成した後に完成した、2002年にリリースされた『Meta Four』コレクションであった。アルバムは4テーマ別のセクションに分かれている。 最初のものには1992年の映画『Mi Vida Loca』のために作られたインストゥルメンタル音楽を含んでいる。2つめは、テイラーの初期のソロキャリアの中の様々な未発表ライブパフォーマンスが収録されている。3枚目には音源やデモが含まれている。最後のセクションでは1998年にハリウッドで参加したミュージシャンズ・インスティチュートでの17分の質疑応答が含まれている。
2012年10月に『In the Pleasure Groove: Love, Death and Duran Duran』という自伝を発表した。2013年にはライター・オブ・トリートメント団体はテイラーに彼の業績を讃える「経験、強さと希望」賞を授与した。

### 2001年-現在　デュラン・デュラン再結成
2000年、テイラーはロサンゼルスの自宅で、デュラン・デュランのオリジナル・ラインナップでの再結成の可能性についてサイモン・ル・ボンにもちかけられ、彼は他の2人（1986年にバンドを離れたロジャーとアンディ）も同様に合流するという意思があるならば、そのアイディアに対して意欲的であると伝えた。合意はすぐに得られ、そしてテイラーは右腕の上側にリンクされたDの文字の大きな入れ墨を入れることによってバンド(Duran Duran)への彼の新たな関与を実証した。
2003年に日本で大変成功を収めたツアーを終えた後、エピックレコードで契約を結び、2004年10月にアルバム『アストロノート』をリリースした。彼らは次の新しいアルバムの作成に取り組むためスタジオに戻る前に2005年の前半はツアーをしてまわった。2006年10月にギタリストのアンディ・テイラーが再びバンドを脱退し、このセッションの録音（「Reportage」の仮タイトルがついた）はバンドが有名なプロデューサーのティンバランドと仕事をする機会を得た際に除外された。その結果できたアルバム『レッド・カーペット・マサカー〜美しき深紅〜』 は2007年11月にリリースされた。そのリリースを祝うためにバンドは、2008年の世界ツアーでニューヨークのブロードウェイで10回の特別公演のためにアルバム全体を演奏するという前例のない一歩を踏み出した。
2006年、ジョンとニック・ローズは『Only After Dark』と題したコンピレーション・アルバムに協力した。2010年12月、バンドの通算13作目となるスタジオ・アルバム『オール・ユー・ニード・イズ・ナウ』を自身のレコードレーベルであるTapemodernでリリースした。最初に短縮バージョンがiTunesで配信され、2011年3月から店舗販売が開始された。
2013年2月に、彼はミュージックレーダーでの最高のベーシストの票を獲得した。

## ディスコグラフィ

### スタジオ・アルバム
- 『フィーリングス・アー・グッド・アンド・アザー・ライズ』 - Feelings Are Good and Other Lies (1997年)
- Résumé (1999年) ※with ジョナサン・エリアス
- Meltdown (1999年)
- 『ジョン・テイラー』 - John Taylor (The Japan Album) (1999年)
- 『テクノ・フォー・ツー』 - Techno for Two (2001年)
- MetaFour (2002年)

### ライブ・アルバム
- (:live cuts) (2000年)

### ボックスセット
- Retreat into Art (2001年)

### EP
- Autodidact (1997年)
- 『EP・ジャパン・エディション』 - The Japan EP (2000年)
- Terroristen: Live at the Roxy (2001年)

### サウンドトラック参加
- 「アイ・ドゥ・ホワット・アイ・ドゥ」 - "I Do What I Do" (1985年) ※映画『ナインハーフ』より

### コンピレーション・アルバム
- Only After Dark (2006年) ※セレクト with ニック・ローズ

### デュラン・デュラン
- 『デュラン・デュラン』 - Duran Duran (1981年)
- 『リオ』 - Rio (1982年)
- 『セブン・アンド・ザ・ラグド・タイガー』 - Seven and the Ragged Tiger (1983年)
- 『ノトーリアス』 - Notorious (1986年)
- 『ビッグ・シング』 - Big Thing (1988年)
- 『リバティ』 - Liberty (1990年)
- 『デュラン・デュラン（ザ・ウェディング・アルバム）』 - Duran Duran (A.K.A."The Wedding Album") (1993年)
- 『サンキュー』 - Thank You  (1995年)
- 『メダザランド』 - Medazzaland (1997年)
- 『アストロノート』 - Astronaut (2004年)
- 『レッド・カーペット・マサカー〜美しき深紅〜』 - Red Carpet Massacre (2007年)
- 『オール・ユー・ニード・イズ・ナウ』 - All You Need Is Now (2010年)
- 『ペイパー・ゴッズ』 - Paper Gods (2015年)

### パワー・ステーション
- 『ザ・パワー・ステーション』 - The Power Station (1985年)

### ニューロティック・アウトサイダーズ
- 『ニューロティック・アウトサイダーズ』 - Neurotic Outsiders (1996年)

## 映画出演
- 『特捜刑事マイアミ・バイス』 - Miami Vice (1985年) ※役名：J・T （テレビシリーズの1エピソード）
- Sugar Town (1999年) ※役名：クライブ
- Four Dogs Playing Poker: (2000年) ※役名：ディック
- 『フリントストーン2/ビバ・ロック・ベガス』 - The Flintstones in Viva Rock Vegas: (2000年) ※役名：キース・リクロック
- A Diva's Christmas Carol: (2000年) ※役名：クリスマスプレゼントの幽霊
- Strange Frequency: (2001年) ※役名：ジミー・ブリッツ
- Vegas, City of Dreams: (2001年) ※役名：バイロン卿

## 参照
1. ↑  “Duran Duran's official website”.   Duranduran.com. 2011年8月19日閲覧。
2. ↑  "Duran Duran Comes Undone", Rolling Stone, 23 January 1997.
3. ↑  “In the Pleasure Groove”. 2013年5月17日時点のオリジナルよりアーカイブ。2016年10月30日閲覧。
4. ↑  “Duran Duran’s John Taylor to receive Experience, Strength and Hope Award on February 15th, 2013”.   Duran Duran. 2014年8月2日閲覧。
5. ↑  “The 60 greatest bassists of all time”.   musicradar.com. 2013年3月1日閲覧。